# Война за бургундское наследство (1032—1034)
Война за бургундское наследство (фр. Guerre de Succession de Bourgogne) — вооружённый конфликт за контроль над Бургундским королевством после смерти его бездетного короля Рудольфа III между графом Блуа Эдом II и императором Священной Римской империи Конрадом II, происходивший в 1032—1034 годах. По его итогам королевство вошло в состав Священной Римской империи.

## Завещание
6 сентября 1032 года умер король Бургундии Рудольф III, не оставивший потомков, но в 1016 году в Страсбурге после военного вторжения назначивший своим наследником племянника по матери Гизеле Бургундской и императора Священной Римской империи Генриха II. Это завещание привело к восстанию графа Бургундии Отто Гильомом, после подавления которого оно было возобновлено в 1018 году. Генрих II умер в 1024 г., его наследник Конрад II не имел родства с Рудольфингами, однако был мужем племянницы Рудольфа III Гизелы Швабской. Конрад в 1025 году захватил бургундское епископство Базель, чтобы добиться пересмотра завещания в свою пользу в обмен на возвращение Базеля.
Однако сын старшей сестры покойного Берты Бургундской граф Эд II де Блуа имел более крепкие династические связи, чем Конрад II, и спровоцировал новое восстание. Его поддержали граф Бургундии Рено I, граф Женевы и внучатый племянник Рудольфа III Жеро, епископ Морьена Урар (Эверард) и архиепископ Лиона Бушар III. Также эту сторону держали более мелкие феодалы, как, например, сеньоры де Жу, графы Ньона из дома Мон и Грандсоны.
Столкнувшись с сопротивлением, Конрад сначала заручился поддержкой вдовствующей королевы Ирменгарды, и её родственников, таких как граф Гумберт, а также пограничных дворян на границе с Швабией (Ленцебурги и д’Ольтигены). Также он обладал королевскими регалиями, переданных ему неким Селигером по указанию умирающего Рудольфа III.

## Война
В конце 1032 года Эд II быстро осадил Вьен, принудив к подчинению местного архиепископа Леже. Получив оммаж от нескольких крупных феодалов Прованса, он решает идти в Верхнюю Бургундию. Примерно в это же время он, возможно, был коронован в Лозанне.
Конрад II узнал о смерти Рудольфа III пребывая на Эльбе, готовясь к походу на восток. Ради получения бургундского наследства он отменяет его, и с конца года находится в Страсбурге для подготовки к походу. Первый бой случился на берегу озера Невшатель, в его результате загорелся одноимённый город. Продолжая двигаться вперед, Конрад был коронован по доверенности от своего сына в Пайерне в январе 1033 года. Затем осадил замок Морат в феврале, являвшийся ключевым элементов обороны Верхней Бургундии. Однако суровая зима вынудила его отступить в имперский Цюрих.
В то время как весной 1033 года Эд вернулся в свои владения в Шампани, чтобы организовать дальнейшие операции и собрать новые войска, император в мае того же года встретился с королем Франции Генрихом I в Девиле и заключил союз против него. В то время как король Франции атакует Санс, Конрад разорил граничащие с Лотарингией земли Шампани. В конце концов он одержал решающую победу над осадившим Туль Эдом в конце лета 1033 года, тот подчинился и торжественно отказался от бургундской короны и наследства Рудольфа III.
После пленения Эда Конрад решил не продолжать зимнюю кампания в Верхней Бургундии, зная об отсутствии возможностей у сторонников Блуа для наступления. На состоявшемся сейме в Регенсбурге он разработал дальнейший план кампании. Собрав армию, император обратился к архиепископу Милана Ариберту и маркграфу Тосканы Бонифацию III с просьбой прислать из Италии войско.
Две армии встретились в 1 августа 1034 год в Женеве после того, как по пути подавили последние очаги сопротивления — замки Морат и Жу, после чего изолированные после капитуляции Юда восставшие подчинились императору. Во время церемонии три его народа (немцы, итальянцы и бургундцы) провозгласили Конрада королем трёх госдарств. Именно по этому случаю монах Жерар де Шеврон, будущий папа Николай II, поступил на службу к Бонифацию III и отправился с ним в Италию.

## Последствия
Следствием войны стали незначительные изменения в Верхней Бургундии:
- Бушар после пребывания в тюрьме Ульриха потерял Лионское архиепископство и сохранил за собой только аббатство Святого Маврикия;
- Жеро Женевский сохранил свои владения, хотя ему пришлось довольствоваться титулом графа, а не князя;
- Дом Мон теряло графство Ньон (сохранив только замок Мон-сюр-Ролль), семья Грандсон утратила графский титул, в то время как первое основание дома де Жу пресеклось[4];
- Гумберта, который становится графом Морьенским и Аостским и основателем Савойского дома;
- д’Ольтигены и Ленцбурги взамен сеньорского получили графский титул, представители второго семейства будут занимать епископскую кафедру в Лозанне и должность рейхсфогта (светского представителя императора) в Цюрихе;
- возникло графство Невшатель.

Эд II Блуа воспользовался восстанием в Ломбардии и выступил против императора, погибнув в сражении при Ганоле (между Бар-ле-Дюк и Верденом) в 1037 году. В том же году состоялась официальная коронация 20-летнего Генриха III в качестве короля Бургундии при жизни его отца. Последняя попытка восстания была предпринята в 1044 году по наущению Жеро Женевского и графа Бургундии Рено I, но в следующем году они потерпели поражение от графа Монбельяра Людовика и окончательно подчинились Генриху III. Эта дата знаменует конец наследственных беспорядков и полную интеграцию Бургундии в состав Священной Римской империи.